# Гольяновское кладбище
Гольяновское кладбище находится в Восточном административном округе города Москвы. Основано в 1550 году. Находилось около села Гольянова на холмах в верхнем течении реки Сосенки. Название села происходит от слова «гольян» — так называлась небольшая рыбка(не путать с гольцом). Кладбище примыкает к МКАД и расположено по соседству с заповедной зоной «Лосиный остров».
Гольяновское кладбище вошло в состав московских кладбищ в 1978 году. Архив по регистрации захороненных ведётся с 1998 года.
- Адрес: Москва, Курганская ул., д. 11
- Площадь кладбища: 2 га